# 小川和也 (映画監督)
小川 和也（おがわ かずや、1977年11月17日 - ）は、日本の映画監督。横浜市鶴見区出身。

## 略歴
- 風呂屋の一人息子として生まれる。
- 1999年 - 東京ビジュアルアーツ映画学科卒業後、マンハッタンにある大学、School of Visual Artsの監督コースに編入。在学中よりニューヨークで映画製作、My Little Loverミュージックビデオ制作、核廃絶NGOのキャンペーンビデオ（2020VISION）制作などに関わり、映像表現の幅を広げる。卒業制作「人形の首と愛国心」が、ニューヨークの「Dusty Film Festival」でベストオルタナティブシネマを受賞。（出典：映画「ピンク・スバル」公式サイト）
- 2005年 - 5年間のアメリカ生活の後、一度日本に帰国するもイタリア、トスカーナにあるワインの産地人口3,000人の村スベレートに移住。カーデザイナー、ジウジアーロと共に数々の名車をデザインした、イタルデザイン主宰の宮川秀之所有のワイン農園ブリケッラで農夫の傍ら、地元の自治体や小中高生と共に映像を通しての文化交流につとめ、トスカーナワイン組合のプロモーションビデオなどを製作。トリノではサッカー選手デルピエロやジャミーロクワイのウェブ用コマーシャル映像メイキングを監督。
- 2006年 - スベレートで在イタリア・パレスチナ人役者アクラムテラーウィと出会う。アクラム演出主演の「Hostage of Peace」という映像音楽演劇が融合した舞台映像の演出を担当し、二期にわたって参加。アクラムとの交流は深まり、幾度かイスラエル・パレスチナを訪れ、長編映画を着想、脚本を作り始める。
- 2008年 - 長編初監督作品の映画「ピンク・スバル」の撮影が始まる。プロダクションは日本とイタリア、ロケーションはパレスチナとイスラエル、役者はアラブ人、日本人、イスラエル人、文化の壁を越えたインターナショナル映画を完成させる。2009年4年間のイタリア生活を終え日本に帰国。

## ショートフィルム作品
- 2003年　Untitled Re-birth
- 2004年　人形の首と愛国心（Dusty Film Festival ベストオルタナティブシネマ賞受賞）
- 2005年　化け狩り（下北沢短篇映画祭ノミネート）

## 長編映画作品
- 2010年　ピンク・スバル
- 2012年　キラーモーテル
- 2016年　口裂け女 in L.A.
- 2016年　9つの窓

## 映画「ピンク・スバル」
- 2009年　トリノ国際映画祭のオフィシャルセレクションに選出。
- 2011年　ゆうばり国際ファンタスティック映画祭で、審査員特別賞とシネガーアワード（記者賞）のダブル受賞。
- 2011年　フランス文化芸術国際映画祭ノミネート。
- 2011年　9月開催のイタリア南部サレント国際映画祭で、ベストフィルム部門にノミネート。

塩田時敏(映画評論家／ゆうばり国際ファンタスティック映画祭ディレクター)
「大局的には戦乱の地。そこで車を盗まれる、という多重苦の中に、ピンクで、局所的ハッピーなヒューマニズムに惚れて、ゆうばりファンタのコンペに選んだ。そして今、震災の後、「ピンク・スバル」は更に輝きを増す。どんな悲惨の中にも、必ず光明はある、と。地震は天災だが、人災は愚かし過ぎる。」（出典：映画「ピンク・スバル」公式サイト）
- 小川和也インタビュー Realtokyo